# آقنييسكا أرنولد
آقنييسكا أرنولد (بالبولندية: Agnieszka Arnold)‏ هي صحفية ومخرجة بولندية، ولدت في 24 سبتمبر 1947 في Łowicz ‏ في بولندا.

## وصلات خارجية
- آقنييسكا أرنولد على موقع IMDb (الإنجليزية)